# Neoscona bengalensis
Neoscona bengalensis is een spinnensoort in de taxonomische indeling van de wielwebspinnen (Araneidae).
Het dier behoort tot het geslacht Neoscona. De wetenschappelijke naam van de soort werd voor het eerst geldig gepubliceerd in 1981 door Benoy Krishna Tikader & Bal.